# Cal Feliu (Puig-reig)
Cal Feliu és una masia de Puig-reig, inclosa en l'Inventari del Patrimoni Arquitectònic de Catalunya.

## Descripció
Masia d'estructura irregular, actualment amb les parets arrebossades i pintades de blanc, ja que amb les ampliacions pel cantó de migdia va perdre el seu esquema original i sense la típica construcció d'eixides en aquest cantó. Actualment ha quedat envoltada per un gran complex d'instal·lacions agropecuàries. El nucli originari podria ser força antic, ja que consta de murs molt sòlids fets amb carreus perfectament tallats i regulars. Posteriorment, la casa es va anar ampliant pel cantó de ponent i de migdia, on es va afegir un nou cos que deixà a l'interior el primitiu portal adovellat.

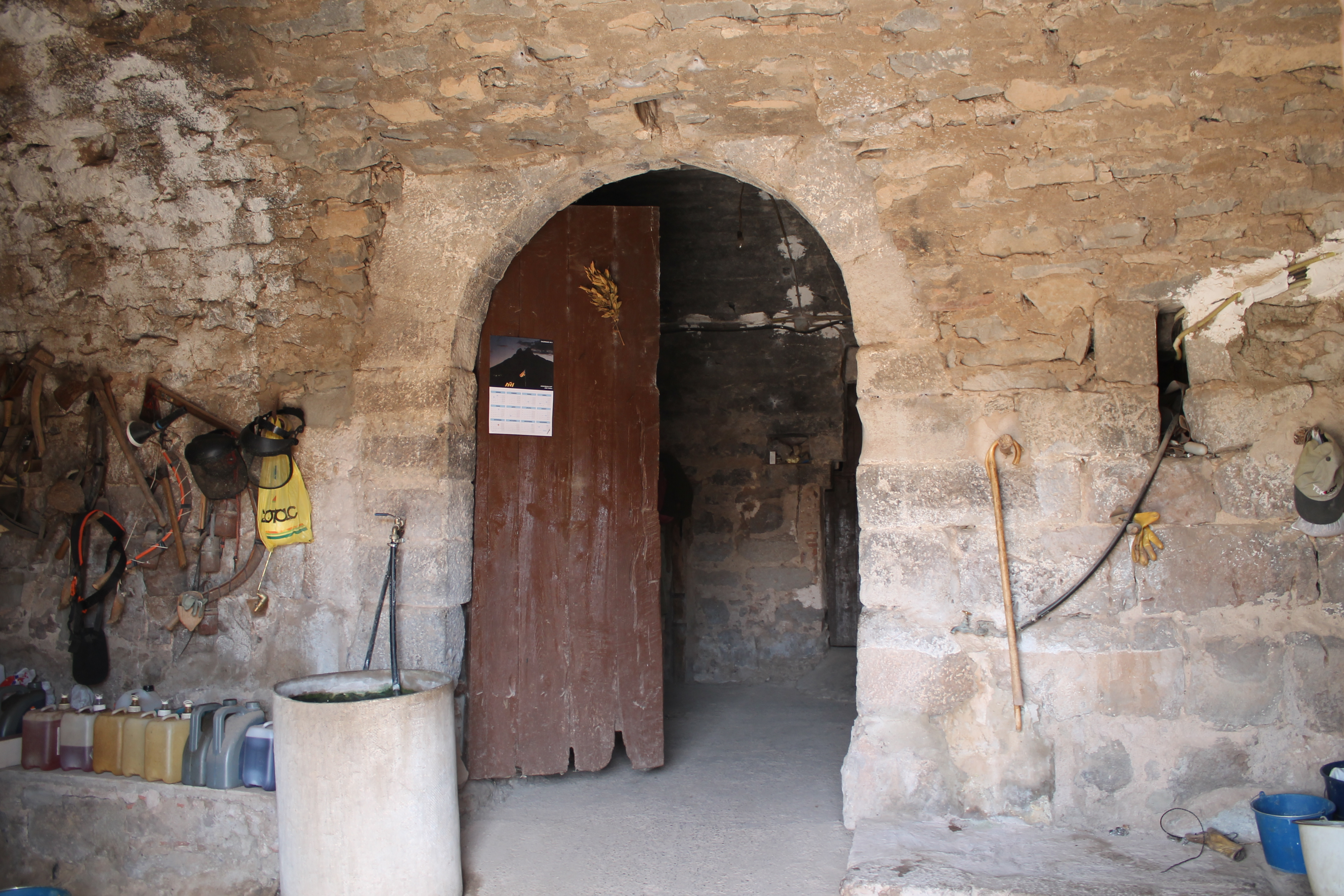
Entrada antiga, amb volta de canó

 A la segona meitat del segle xix (segons les inscripcions) al costat nord-est s'hi van adossar nous cossos corresponents a dues tines i altres coberts. La coberta de la casa és a doble vessant, amb el carener paral·lel a la façana principal i amb el ràfec molt pronunciat. Les obertures de la planta superior de la façana principal són modernes. A la façana oest es conserva un arc de mig punt de dovelles, actualment tapiat. L'interior de la casa conserva l'estructura constructiva tradicional a la planta baixa, amb diferents voltes de pedra, mentre que la planta superior ha estat reformada modernament. A l'entorn de la masia es conserva un cobert de pedra, amb obertures emmarcades amb maó, i una era feta amb grans lloses de pedra.

## Història
Aquest mas va ser propietat i jurisdicció de l'Orde militar dels Hospitalers, segons consta en documents, al segle xvii. Per les dates gravades en diverses llindes es pot conèixer l'antiguitat de la casa i les dates de les successives reformes. Així, algunes de les llindes de la part més antiga de la masia porten les dates 1689 i 1692. Al llarg dels segles xviii i xix la casa s'engrandí, segons les inscripcions de la llinda d'una finestra lateral (1703); la inscripció en una dovella tapiada (1773); la inscripció al portal d'entrada (Martí Faliu 1853). També trobem inscripcions als carreus de les construccions de les tines: 1878, 1871.
Entorn de 1980 es construí la casa nova, a pocs metres de l'antiga masia.